# 梅切特內
48°1′32″N 36°20′20″E / 48.02556°N 36.33889°E
梅切特內（烏克蘭語：Мечетне），是烏克蘭中部第聶伯羅彼得羅夫斯克州錫內利尼科韋區的村落，隸屬波克羅夫斯凱市鎮，分別距離哈波諾-梅切特內、索洛內0.5公里和奧爾利1公里，海拔高度144米，2001年人口173。